# Чешихинский проезд
Чеши́хинский прое́зд — улица на востоке Москвы в Басманном районе от Рубцова переулка.

## История
Возник как Чешихинский переулок в конце XIX века, назван по фамилии домовладельца купца Павла Ивановича Чешихина. Изначально проходил от Рубцова переулка до Ладожской улицы. В начале XX века проложен новый переулок от Чешихинского до Рубцовской набережной, названный 1-м Чешихинским. Позже именование было изменено: участок от пересечения переулков до Ладожской улицы был назван 2-м Чешихинским переулком, а участок изначального Чешихинского переулка присоединён к 1-му Чешихинскому. После упразднения 2-го Чешихинского переулка и застройки части, выходившей к набережной, 1-й Чешихинский переулок переименован в Чешихинский проезд в 1986 году.
До 1950-х годов застройка переулка была малоэтажной, преимущественно деревянной. Единственным крупным зданием была школа (построена в 1939 году) на углу с Рубцовым переулком (ныне структурное подразделение «На Рубцовской» школы № 2105). В конце 1950-х годов в переулке были построены многоквартирные дома, один из них сохранился, другие были переданы под корпуса МГТУ.

## Описание
Чешихинский проезд начинается справа от Рубцова переулка, проходит на юго-запад, затем поворачивает на юго-восток и заканчивается тупиком во дворе Учебно-лабораторного корпуса Московского государственного технического университета им. Н. Э. Баумана.

## Здания и сооружения
По нечётной стороне:
- № 15, строение 1 — кафедра БМТ-3 «Валеология» МГТУ им. Н. Э. Баумана.

По чётной стороне:
- № 4, строение 1 — жилой дом, построен в 1958 году.
- № 18/20 — Учебно-инженерный центр «Приводная техника» при Московском государственным техническом университете им. Н. Э. Баумана;
- № 18/20, строение 1 — ОКБ «Траверз».

## Транспорт
По проезду не проходит общественный транспорт. Ближайший маршрут наземного общественного транспорта — автобус № 78, следующий по Большой Почтовой улице.